# Wet lease
Con il termine wet lease (letteralmente in inglese "noleggio umido", in contrapposizione con dry lease) si indica un contratto di noleggio di un aeromobile comprendente tutte le prestazioni accessorie quali assicurazione, equipaggio e manutenzione (solitamente definite con l'acronimo ACMI, aircraft, complete crew, maintenance, and insurance).
Il contratto di wet lease viene usualmente stipulato tra due compagnie aeree: il locatore di fatto fornisce al locatario una prestazione di servizio, e non, come nel caso del dry lease, la disponibilità effettiva del mezzo; il locatore in effetti opera per conto del locatario un certo numero di voli, utilizzando una struttura interamente propria, ma tali voli vengono classificati con il codice IATA del locatario.
L'utilizzo tipico del wet lease è quello di garantire al locatario la "copertura" dei propri servizi in particolari momenti - ad esempio in periodi con particolari punte di traffico oppure quando gli aeromobili normalmente utilizzati dal locatario sono a terra per lavori di manutenzione di maggiore importanza - o per particolari rotte - ad esempio rotte molto brevi, dunque relativamente costose e/o poco frequentate e quindi poco remunerative per il locatario, il quale tuttavia, essendo una compagnia di bandiera, è tenuto a garantirle.
Un altro utilizzo del wet lease, anche se non particolarmente diffuso, è quello di consentire a compagnie aeree inserite nella cosiddetta "lista nera" emessa dall'Unione europea, che impedisce loro per motivi di sicurezza di operare nell'area della stessa Unione, di svolgere servizi in ambito europeo tramite aeromobili di vettori non soggetti a restrizioni.